# ناوشکن کلاس کلمسان
ناوشکن کلاس کلمسان (به انگلیسی: Clemson-class destroyer) یک کلاس از کشتی است که طول آن ۳۱۴ فوت ۴٫۵ اینچ (۹۵٫۸۲۲ متر) می‌باشد.